# 201 a.C.
Il 201 a.C. (CCI a.C. in numeri romani) è un anno  del III secolo a.C.

## Eventi
● a Roma sono consoli Publio Elio Peto, già ME nel 202 aC (m n 174 aC), e Gneo Cornelio Lentulo.
● intorno a questa data verrebbe conferito a Publio Cornelio Scipione - per la vittoria di Zama - il cognomen Africano.

## Morti
- Gneo Nevio, poeta e drammaturgo romano